# JW Marriott Absheron Baku Hotel
JW Marriott Absheron Baku Hotel (også kenft som Absheron Hotel) er et hotel i Baku i Aserbajdsjan. Hotellet blev bygget i 1985. Hotellet har 20 etager og 242 rum.